# Leichtathletik-Weltmeisterschaften 2019/3000 m Hindernis der Männer

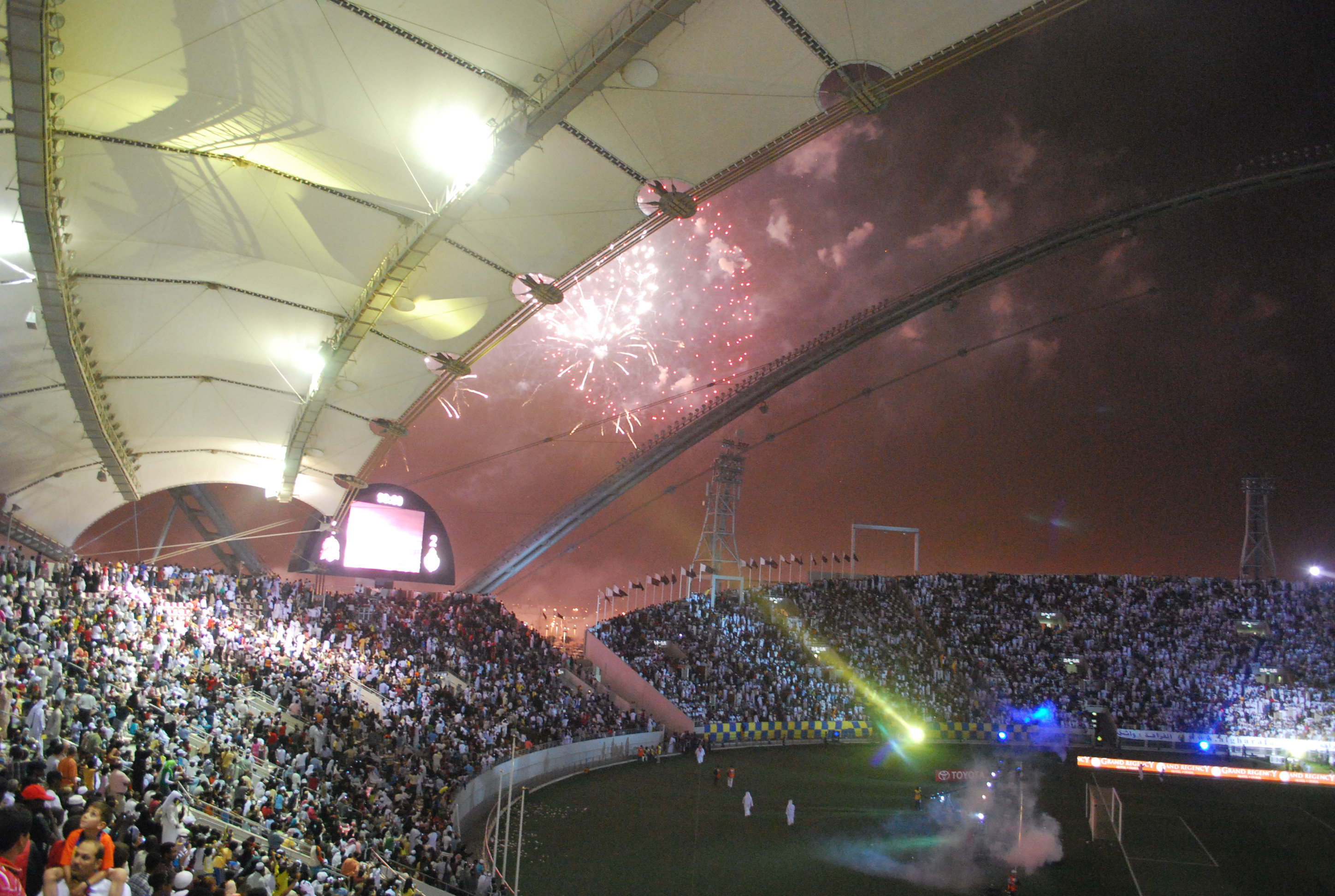
Das Khalifa International Stadium während des Emir Cups im Jahr 2009

Der 3000-Meter-Hindernislauf der Männer bei den Leichtathletik-Weltmeisterschaften 2019 fand am 1. und 4. Oktober 2019 im Khalifa International Stadium der katarischen Hauptstadt Doha statt.
46 Athleten aus 26 Ländern nahmen an dem Wettbewerb teil.
Die Goldmedaille gewann der kenianische Titelverteidiger, zweifache Vizeweltmeister (2013/2015), aktuelle Olympiasieger und amtierende Afrikameister Conseslus Kipruto nach 8:01,35 min.

Nur eine Hundertstelsekunde dahinter wurde der Äthiopier Lamecha Girma in 8:01,36 min Zweiter.

Bronze sicherte sich in 8:03,76 min der marokkanische Vizeweltmeister von 2017 und Vizeafrikameister von 2018 Soufiane el-Bakkali.

## Rekorde
Vor dem Wettbewerb galten folgende Rekorde:
| Weltrekord | Saif Saaeed Shaheen | 7:53,63 min | Memorial Van Damme, Brüssel, Belgien | 3. September 2004 |
| WM-Rekord  | Ezekiel Kemboi      | 8:00,43 min | WM in Berlin, Deutschland            | 18. August 2009   |

Der bestehende WM-Rekord wurde bei diesen Weltmeisterschaften nicht eingestellt und nicht verbessert.
Es gab eine Weltjahresbestleistung und drei Landesrekorde.
- Weltjahresbestleistung:
  - 8:01,35 min – Conseslus Kipruto (Kenia), Finale am 4. Oktober
- Landesrekorde:
  - 8:25,23 min – Avinash Sable (Indien), dritter Vorlauf am 1. Oktober
  - 8:21,37 min – Avinash Sable (Indien), Finale am 4. Oktober
  - 8:01,36 min – Lamecha Girma (Äthiopien), Finale am 4. Oktober

## Vorläufe
Aus den drei Vorläufen qualifizierten sich die jeweils drei Ersten jedes Laufes – hellblau unterlegt – und zusätzlich die sechs Zeitschnellsten – hellgrün unterlegt – für das Halbfinale.

### Lauf 1

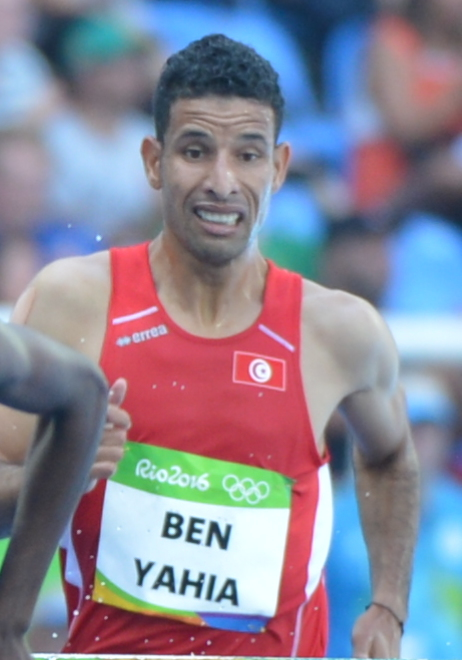
Amor Ben Yahia – ausgeschieden als Neunter in 8:26,12 min
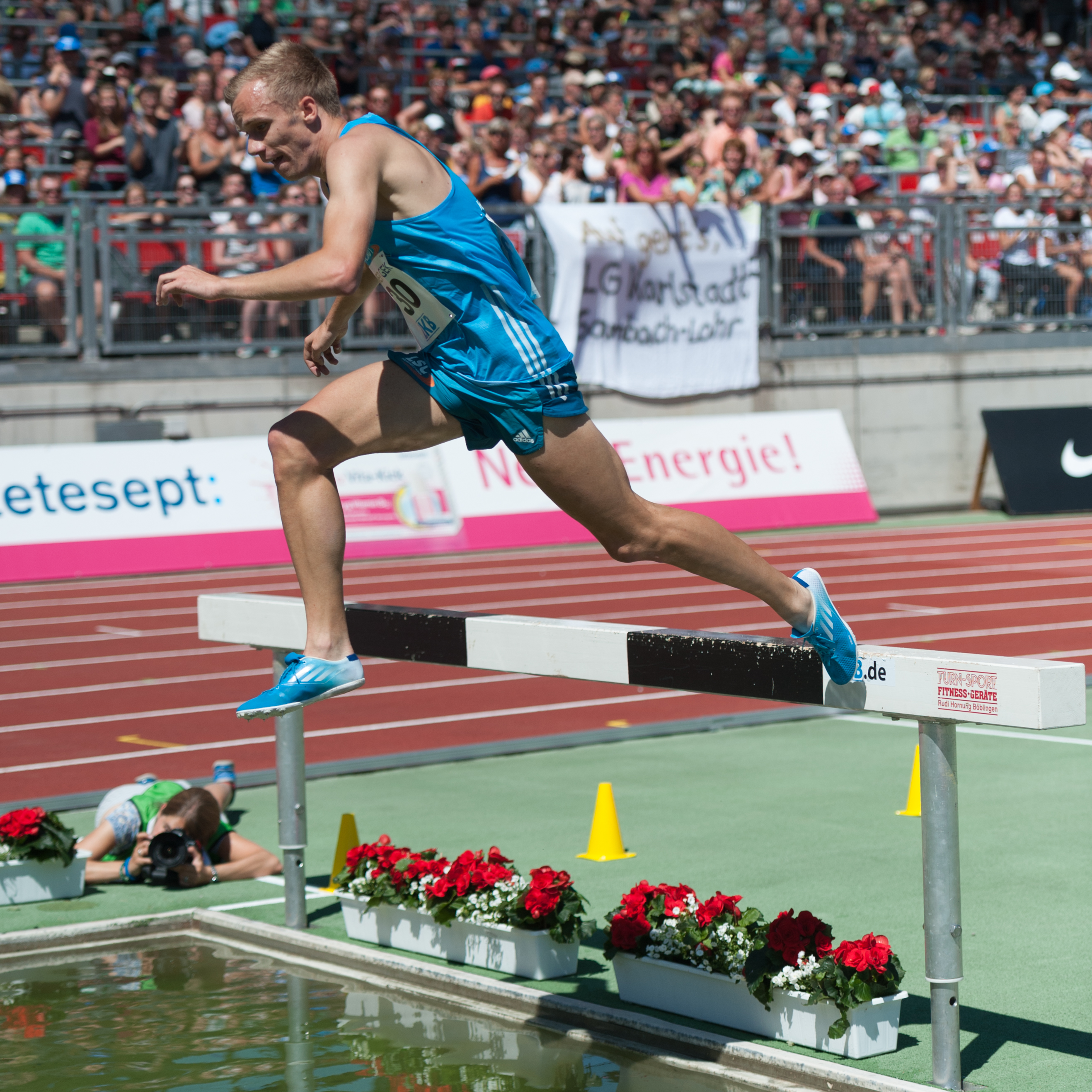
Martin Grau – ausgeschieden als Zehnter in 8:26,79 min
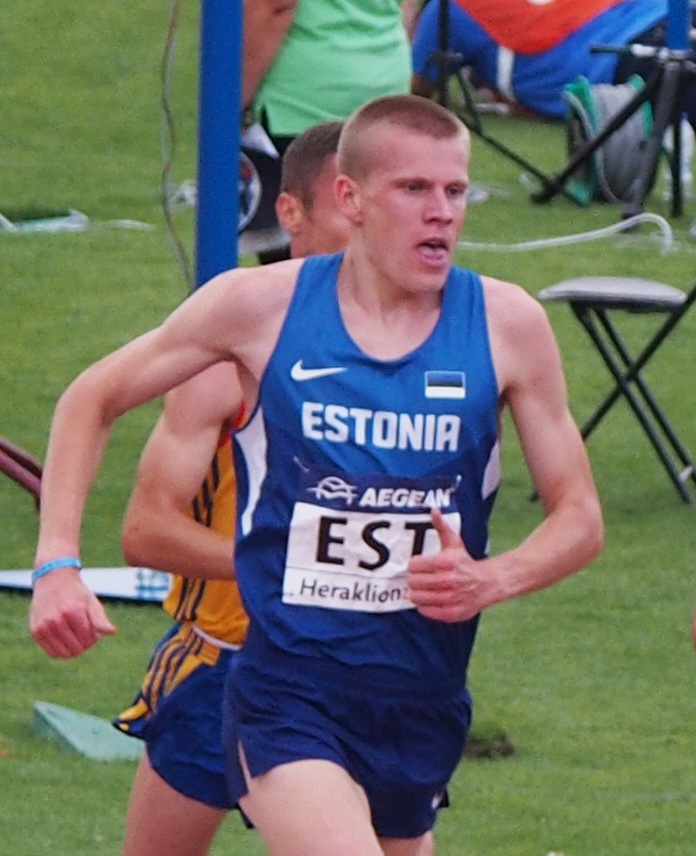
Kaur Kivistik – ausgeschieden als Vierzehnter in 8:39,26 min

1. Oktober 2019, 18:15 Uhr Ortszeit (17:15 Uhr MESZ)
| Platz | Athlet                | Land                 | Zeit (min) |
| ----- | --------------------- | -------------------- | ---------- |
| 1     | Getnet Wale           | Äthiopien            | 8:12,96    |
| 2     | Djilali Bedrani       | Frankreich           | 8:13,02    |
| 3     | Leonard Kipkemoi Bett | Kenia                | 8:13,07    |
| 4     | Matthew Hughes        | Kanada               | 8:13,12 SB |
| 5     | Fernando Carro        | Spanien              | 8:13,56    |
| 6     | Stanley Kebenei       | USA                  | 8:19,02    |
| 7     | Zak Seddon            | Großbritannien       | 8:22,51    |
| 8     | Yohanes Chiappinelli  | Italien              | 8:24,73    |
| 9     | Amor Ben Yahia        | Tunesien             | 8:26,12 SB |
| 10    | Martin Grau           | Deutschland          | 8:26,79 SB |
| 11    | Tom Erling Kårbø      | Norwegen             | 8:27,01 PB |
| 12    | Boniface Abel Sikowo  | Uganda               | 8:27,96    |
| 13    | Abdelkarim Ben Zahra  | Marokko              | 8:36,67    |
| 14    | Kaur Kivistik         | Estland              | 8:39,26    |
| DNF   | Fouad Idbafdil        | Athlete Refugee Team |            |

### Lauf 2
1. Oktober 2019, 18:32 Uhr Ortszeit (17:32 Uhr MESZ)
| Platz | Athlet               | Land        | Zeit (min) |
| ----- | -------------------- | ----------- | ---------- |
| 1     | Lamecha Girma        | Äthiopien   | 8:16,64    |
| 2     | Soufiane el-Bakkali  | Marokko     | 8:17,96    |
| 3     | Abraham Kibiwot      | Kenia       | 8:18,46    |
| 4     | Andrew Bayer         | USA         | 8:18,66    |
| 5     | Albert Chemutai      | Uganda      | 8:23,08    |
| 6     | Altobeli da Silva    | Brasilien   | 8:25,34 SB |
| 7     | Yemane Haileselassie | Eritrea     | 8:26,58    |
| 8     | Osama Zoghlami       | Italien     | 8:28,57    |
| 9     | Daniel Arce          | Spanien     | 8:31,69    |
| 10    | Karl Bebendorf       | Deutschland | 8:32,58    |
| 11    | John Gay             | Kanada      | 8:33,74    |
| 12    | Bilal Tabti          | Algerien    | 8:35,15    |
| 13    | Rantso Mokopane      | Südafrika   | 8:42,22    |
| 14    | Ben Buckingham       | Australien  | 8:42,86    |
| 15    | Krystian Zalewski    | Polen       | 8:51,79    |

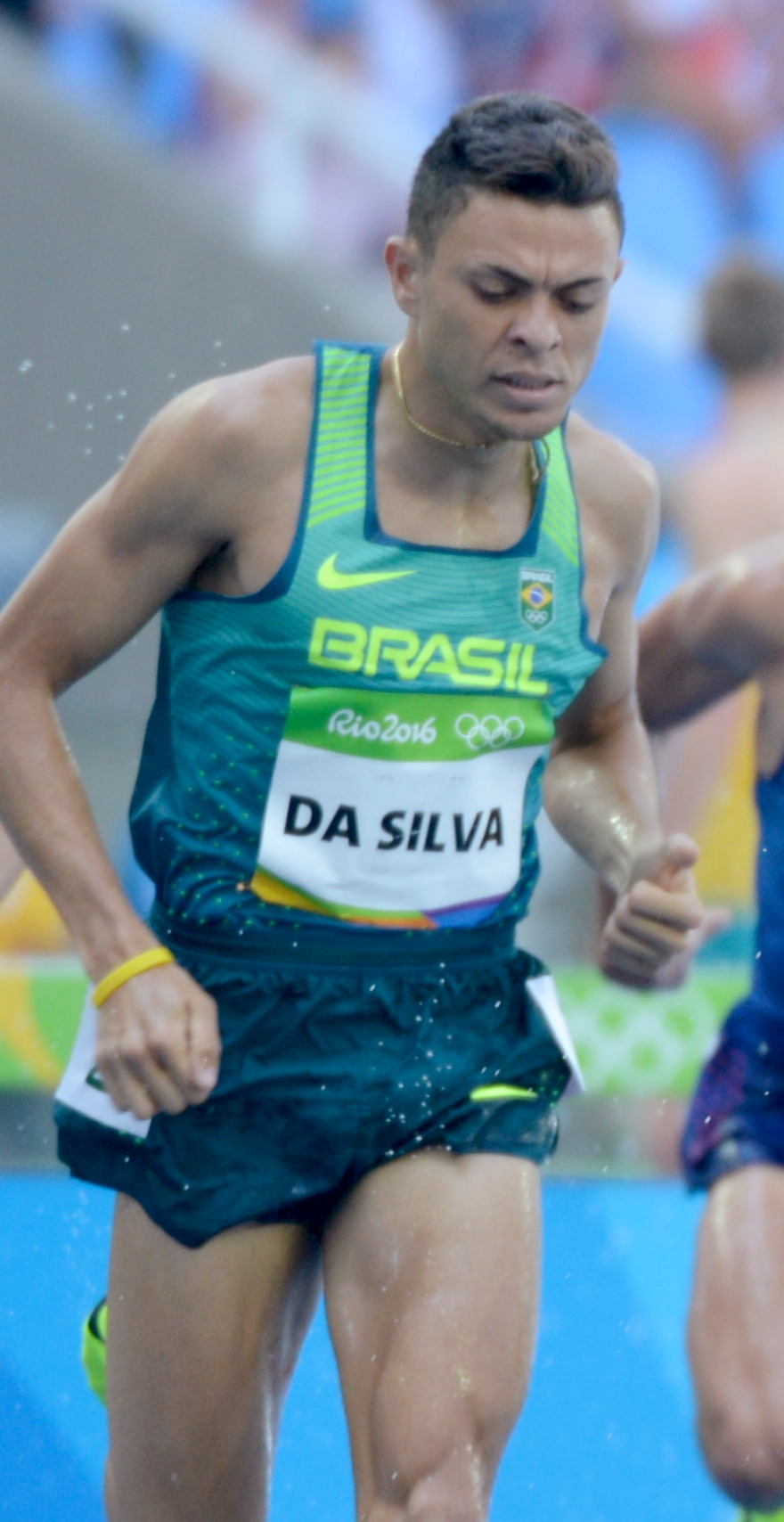
Altobeli da Silva – ausgeschieden als Sechster in 8:25,34 min

Weitere im zweiten Vorlauf ausgeschiedene Hindernisläufer:

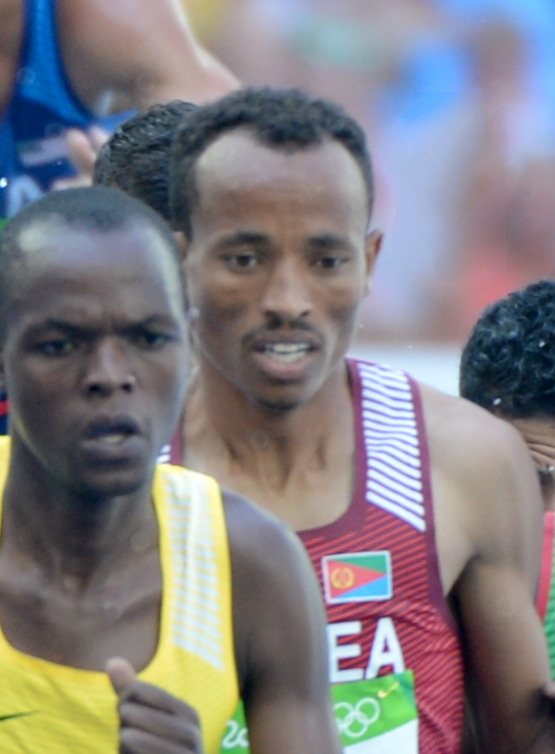
Yemane Haileselassie Rang sieben in 8:26,58 min
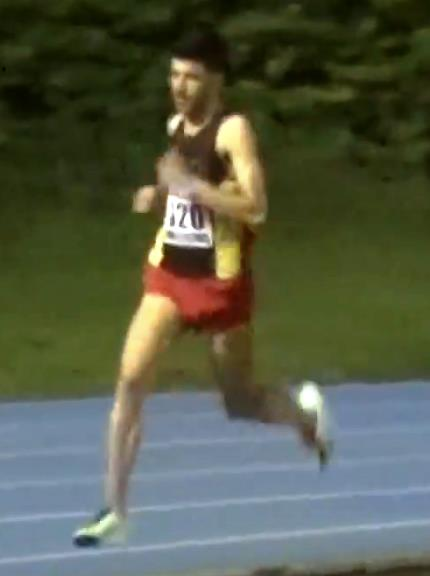
Osama Zoghlami Rang acht in 8:28,57 min
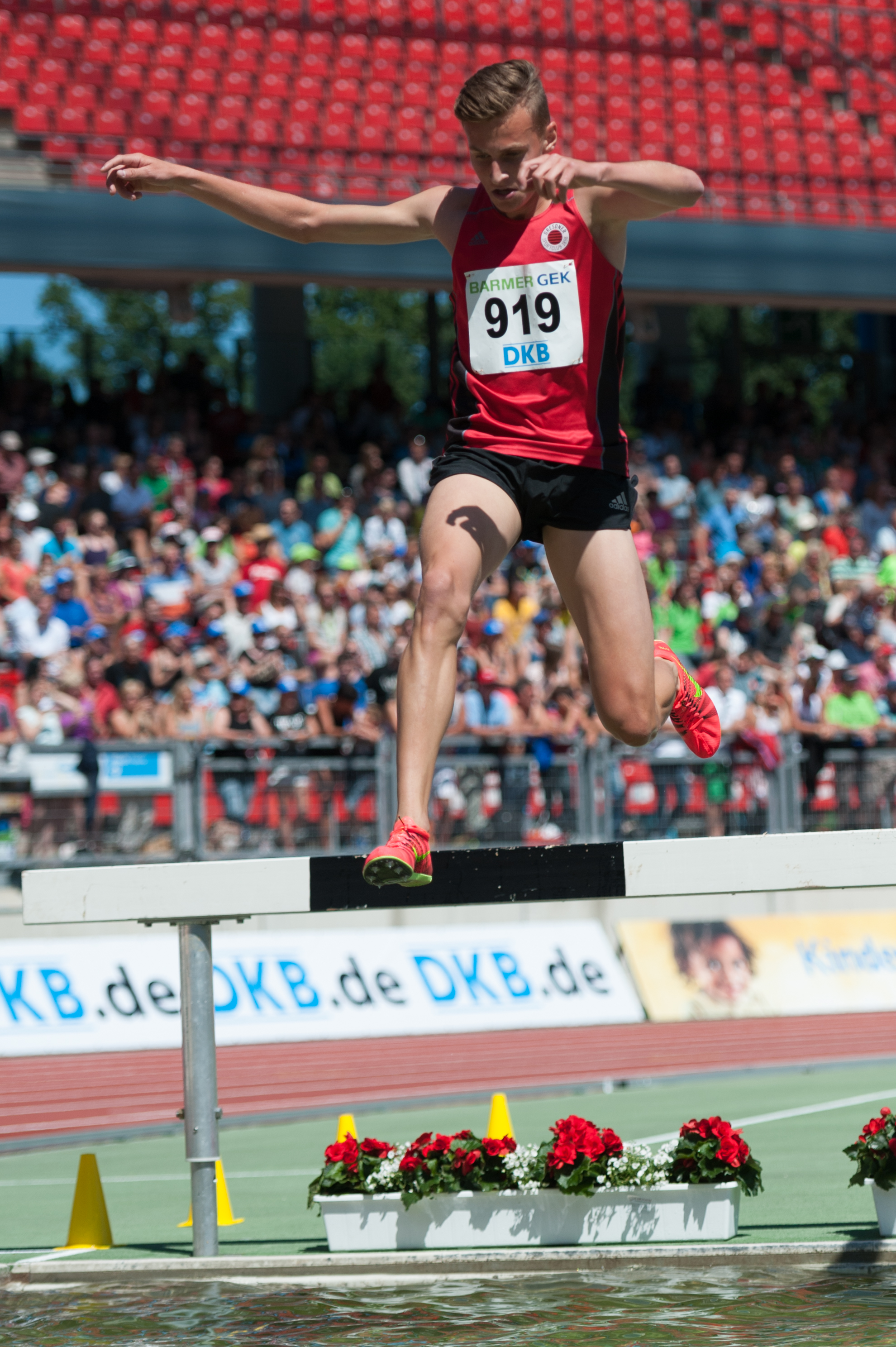
Karl Bebendorf Rang zehn in 8:32,58 min
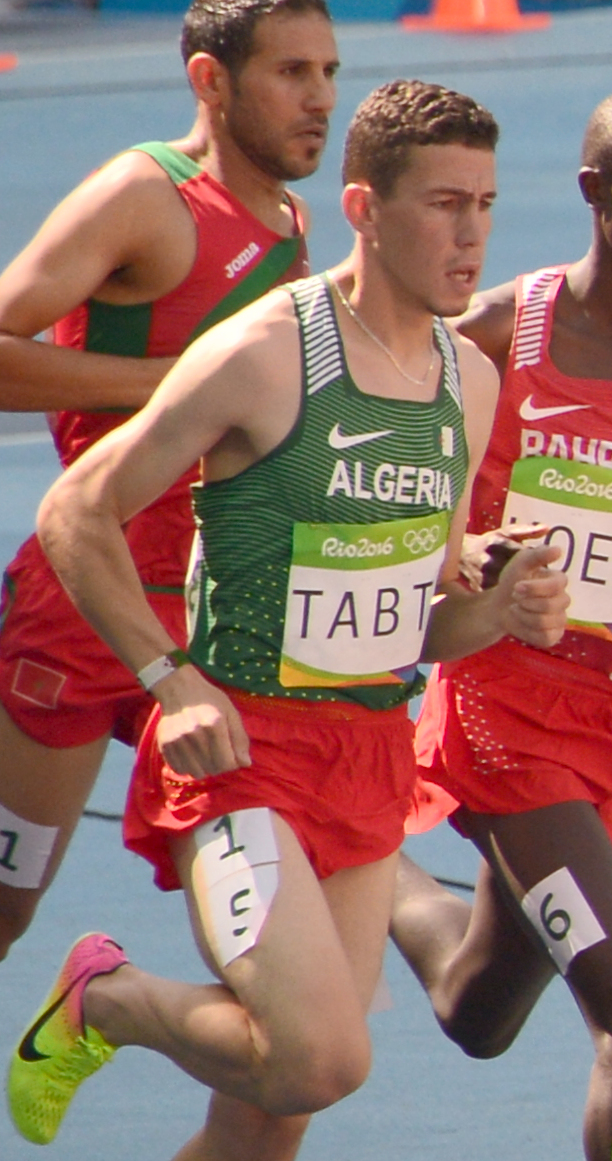
Bilal Tabti Rang zwölf in 8:35,15 min
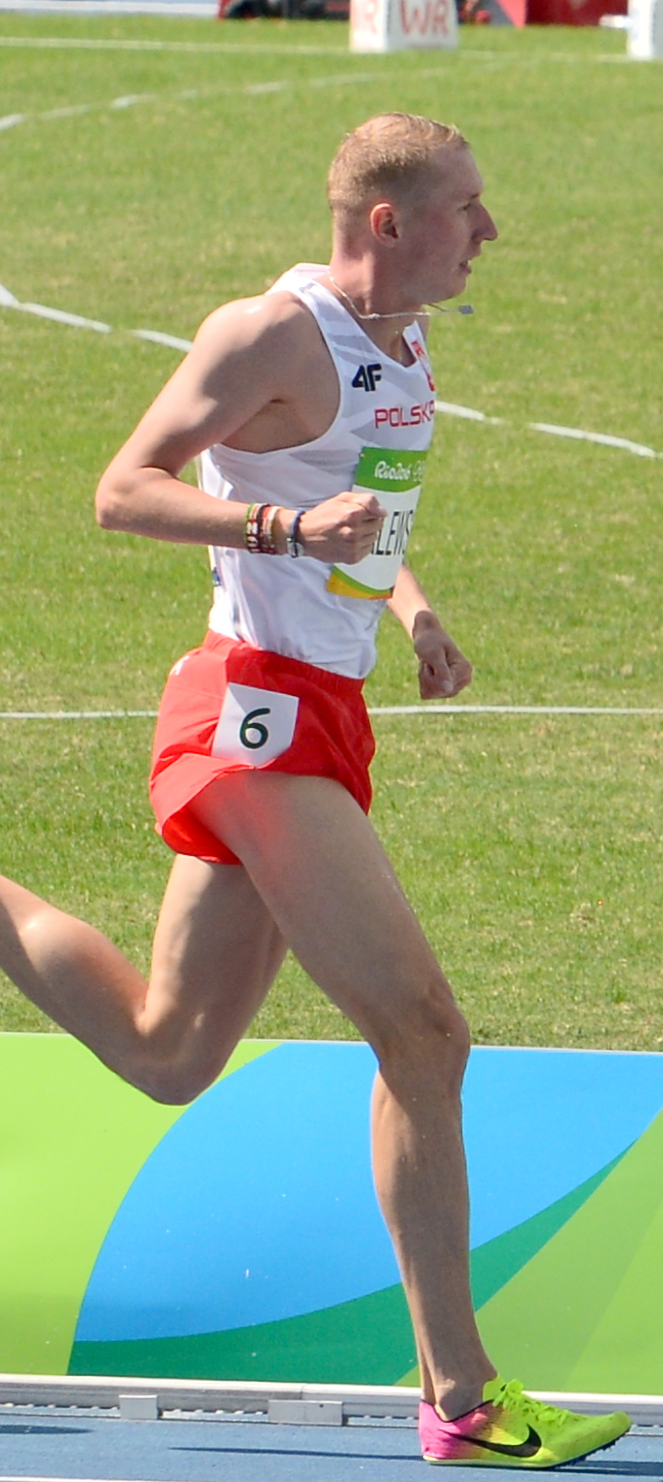
Krystian Zalewski Rang fünfzehn in 8:51,79 min

### Lauf 3
1. Oktober 2019, 18:49 Uhr Ortszeit (17:49 Uhr MESZ)
| Platz | Athlet                   | Land                 | Zeit (min)   |
| ----- | ------------------------ | -------------------- | ------------ |
| 1     | Conseslus Kipruto        | Kenia                | 8:19,20      |
| 2     | Benjamin Kigen           | Kenia                | 8:19,44      |
| 3     | Hillary Bor              | USA                  | 8:20,67      |
| 4     | Chala Beyo               | Äthiopien            | 8:21,09      |
| 5     | Ibrahim Ezzaydouni       | Spanien              | 8:23,99      |
| 6     | Benjamin Kiplagat        | Uganda               | 8:24,44 SB   |
| 7     | Avinash Sable            | Indien               | 8:25,23 NR 1 |
| 8     | Topi Raitanen            | Finnland             | 8:32,44      |
| 9     | Ryan Smeeton             | Kanada               | 8:32,53      |
| 10    | Carlos Andres San Martin | Kolumbien            | 8:35,10      |
| 11    | Salem Mohamed Attiaallah | Ägypten              | 8:35,18      |
| 12    | Yoann Kowal              | Frankreich           | 8:37,90      |
| 13    | Takele Nigate            | Äthiopien            | 8:38,34      |
| 14    | Yaser Salem Bagharab     | Katar                | 8:39,65      |
| 15    | Otmane Nait Hammou       | Athlete Refugee Team | 9:30,17      |
| DNF   | Mohamed Tindouft         | Marokko              |              |

Im dritten Vorlauf ausgeschiedene Hindernisläufer:

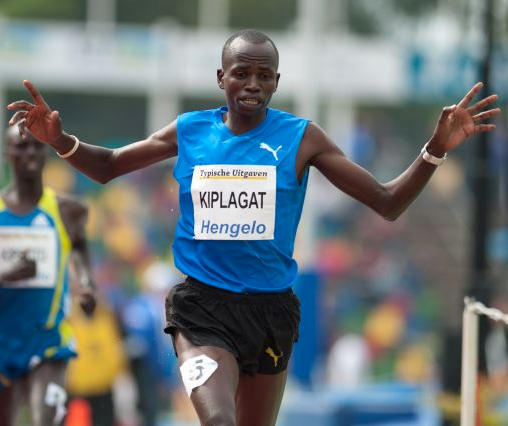
Benjamin Kiplagat Rang sechs in 8:24,44 min
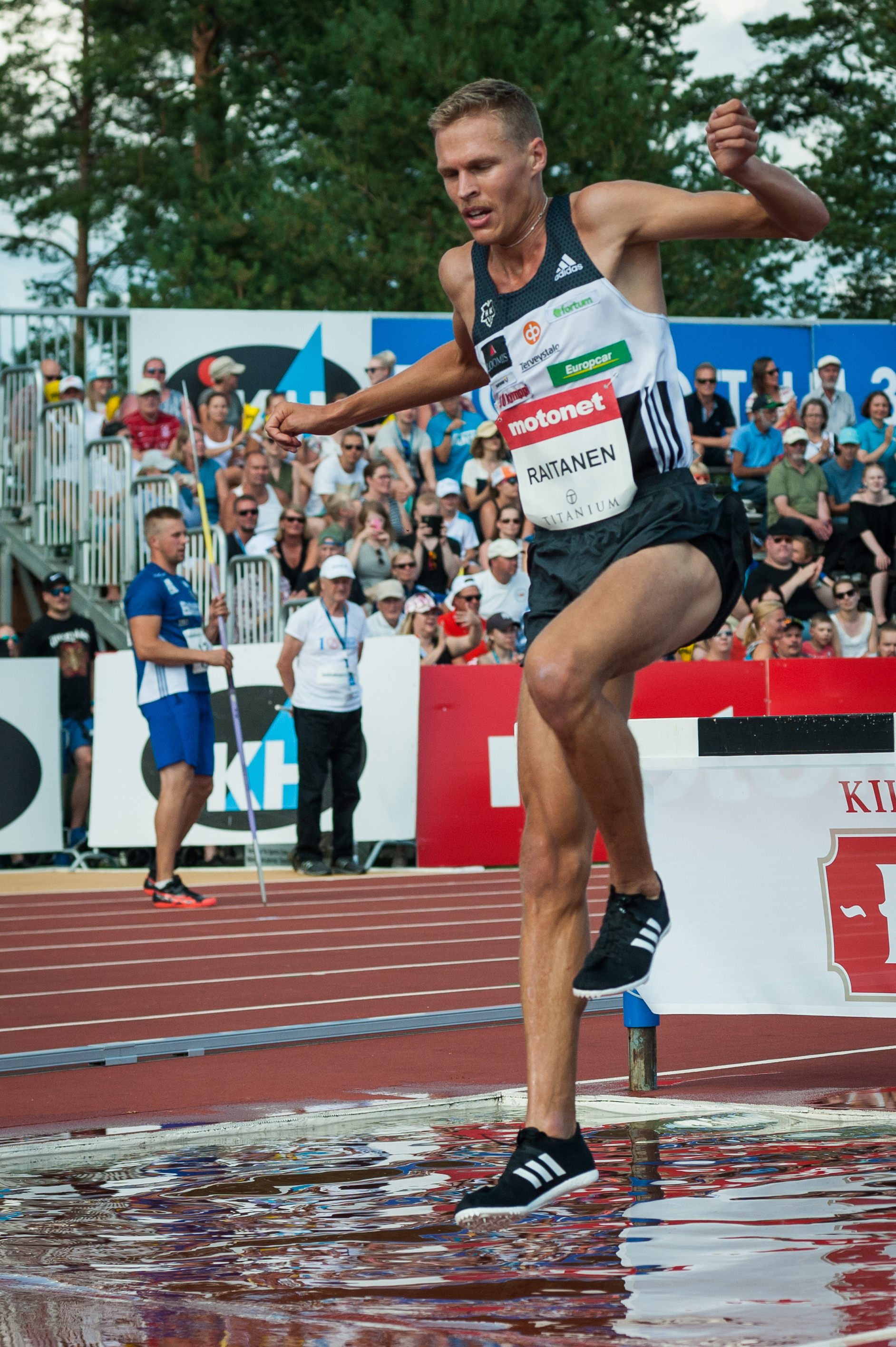
Topi Raitanen Rang acht in 8:32,44 min
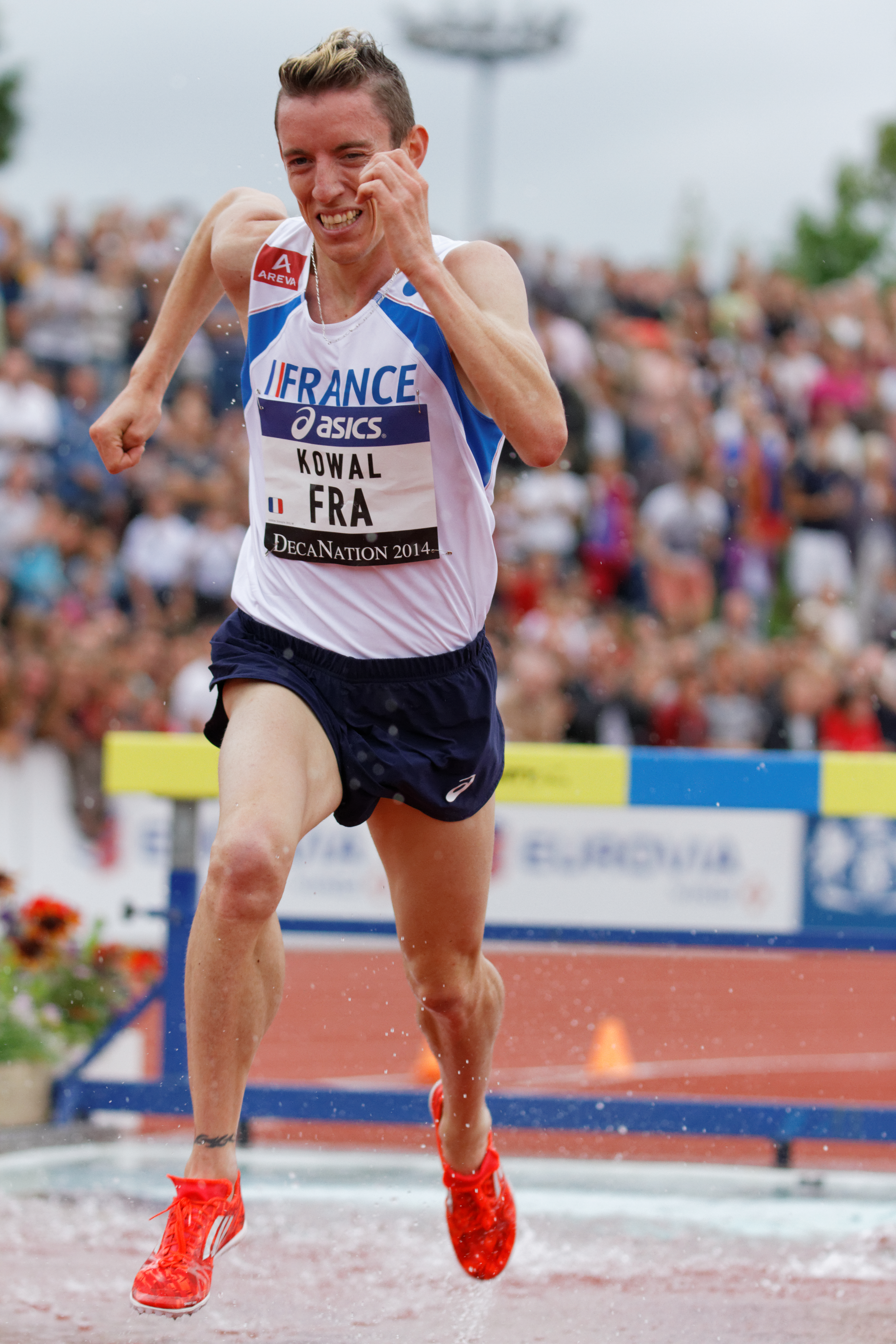
Yoann Kowal Rang zwölf in 8:37,90 min
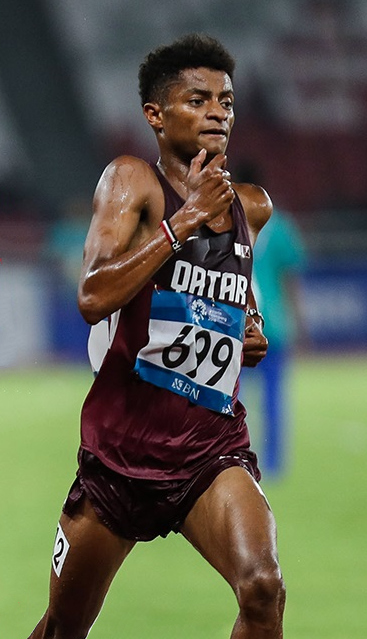
Yaser Salem Bagharab Rang vierzehn in 8:39,65 min
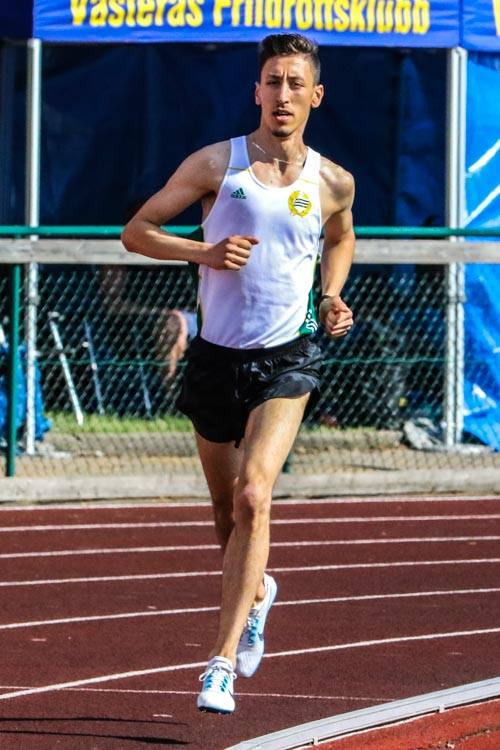
Otmane Nait Hammou Rang fünfzehn in 9:30,17 min

## Finale

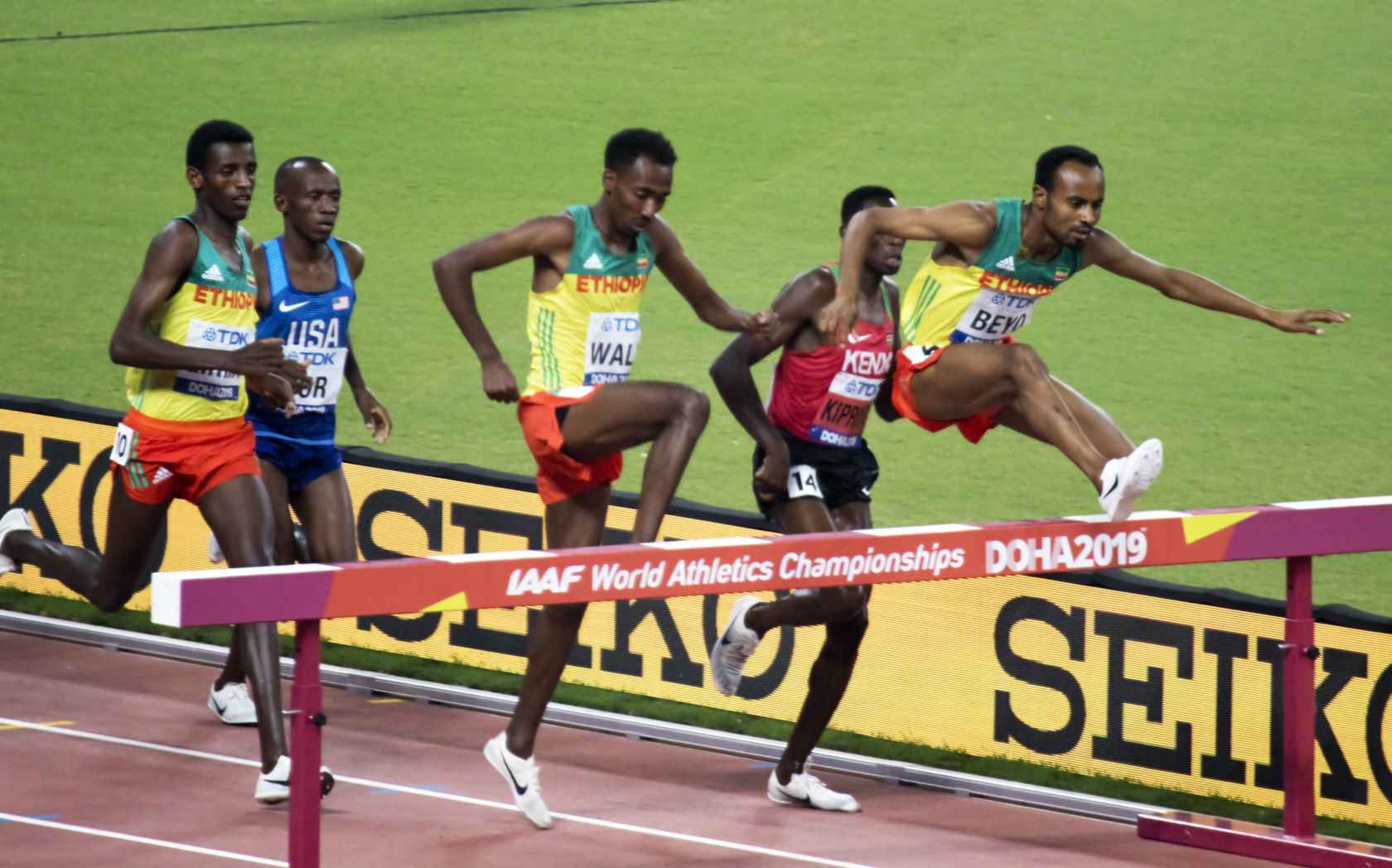
Finale über 3000 Meter Hindernis (v. l. n. r.): Lamecha Girma, Hillary Bor,
Getnet Wale, Conseslus Kipruto, Chala Beyo

4. Oktober 2019, 21:45 Uhr Ortszeit (20:45 Uhr MESZ)
| Platz | Athlet                | Land           | Zeit (min) |
| ----- | --------------------- | -------------- | ---------- |
|       | Conseslus Kipruto     | Kenia          | 8:01,35 WL |
|       | Lamecha Girma         | Äthiopien      | 8:01,36 NR |
|       | Soufiane el-Bakkali   | Marokko        | 8:03,76 SB |
| 4     | Getnet Wale           | Äthiopien      | 8:05,21 PB |
| 5     | Djilali Bedrani       | Frankreich     | 8:05,23 PB |
| 6     | Benjamin Kigen        | Kenia          | 8:06,95    |
| 7     | Abraham Kibiwot       | Kenia          | 8:08,52    |
| 8     | Hillary Bor           | USA            | 8:09,33    |
| 9     | Leonard Kipkemoi Bett | Kenia          | 8:10,64    |
| 10    | Stanley Kebenei       | USA            | 8:11,15 SB |
| 11    | Fernando Carro        | Spanien        | 8:12,31    |
| 12    | Andrew Bayer          | USA            | 8:12,47 PB |
| 13    | Avinash Sable         | Indien         | 8:21,37 NR |
| 14    | Matthew Hughes        | Kanada         | 8:24,78    |
| 15    | Zak Seddon            | Großbritannien | 8:40,23    |
| DNF   | Chala Beyo            | Äthiopien      |            |

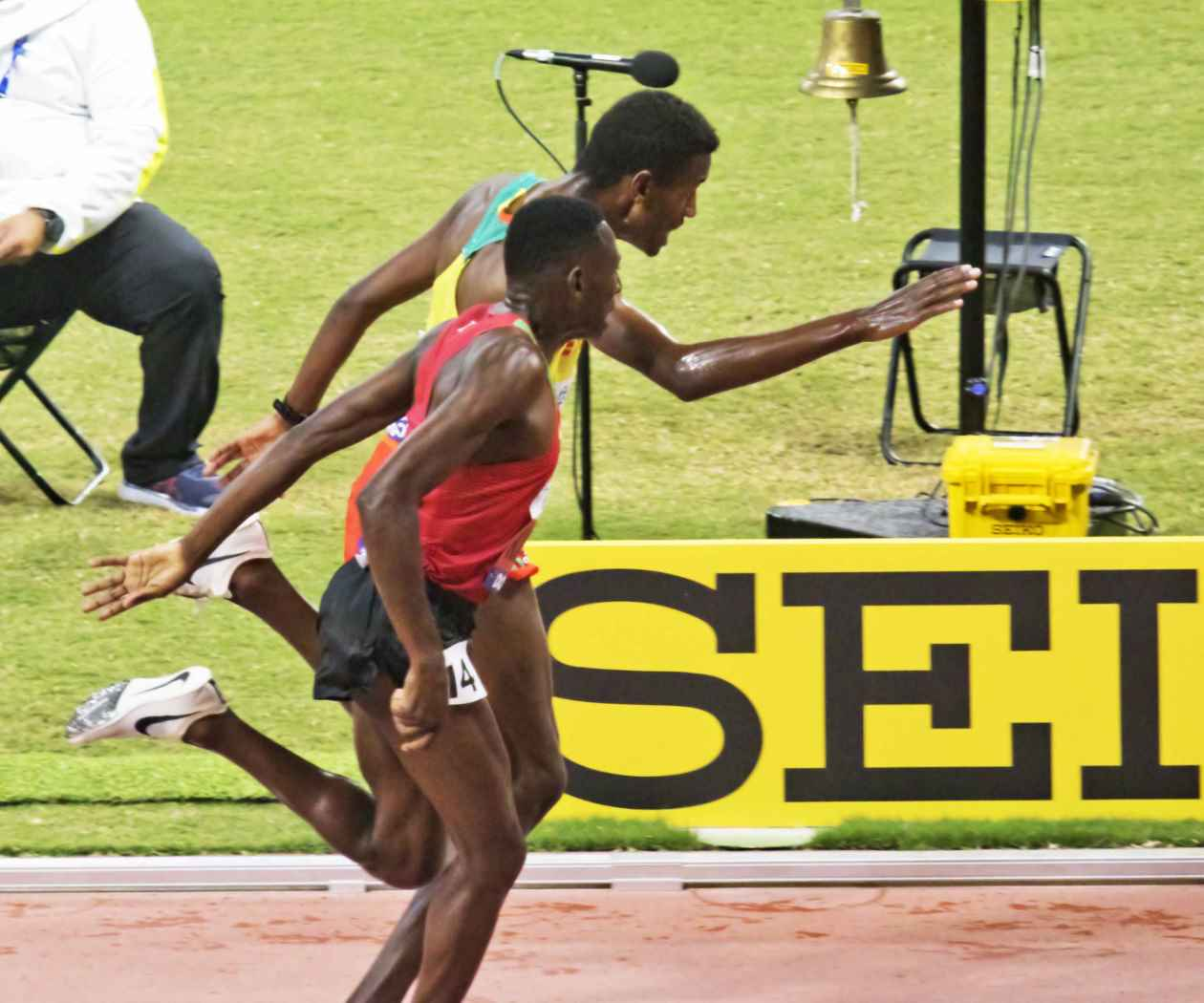
Hauchdünner Sieg für Conseslus Kipruto (rotes Trikot) vor Lamecha Girma
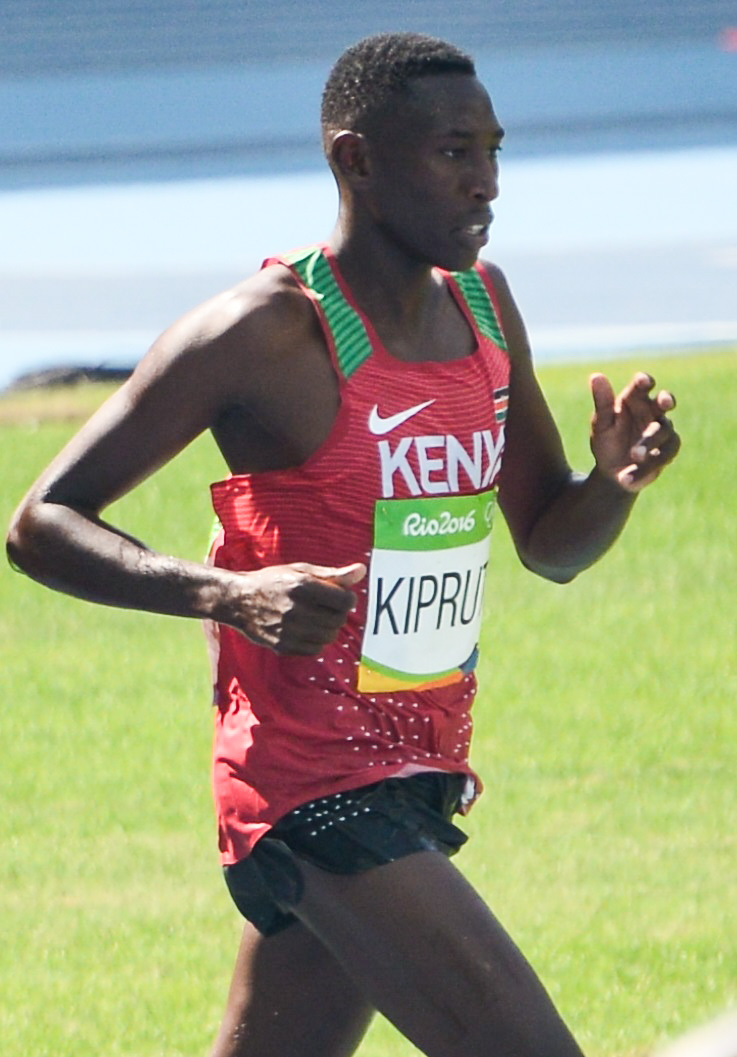
Weltmeister Conseslus Kipruto
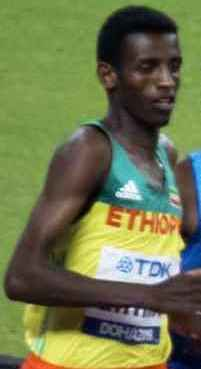
Vizeweltmeister Lamecha Girma

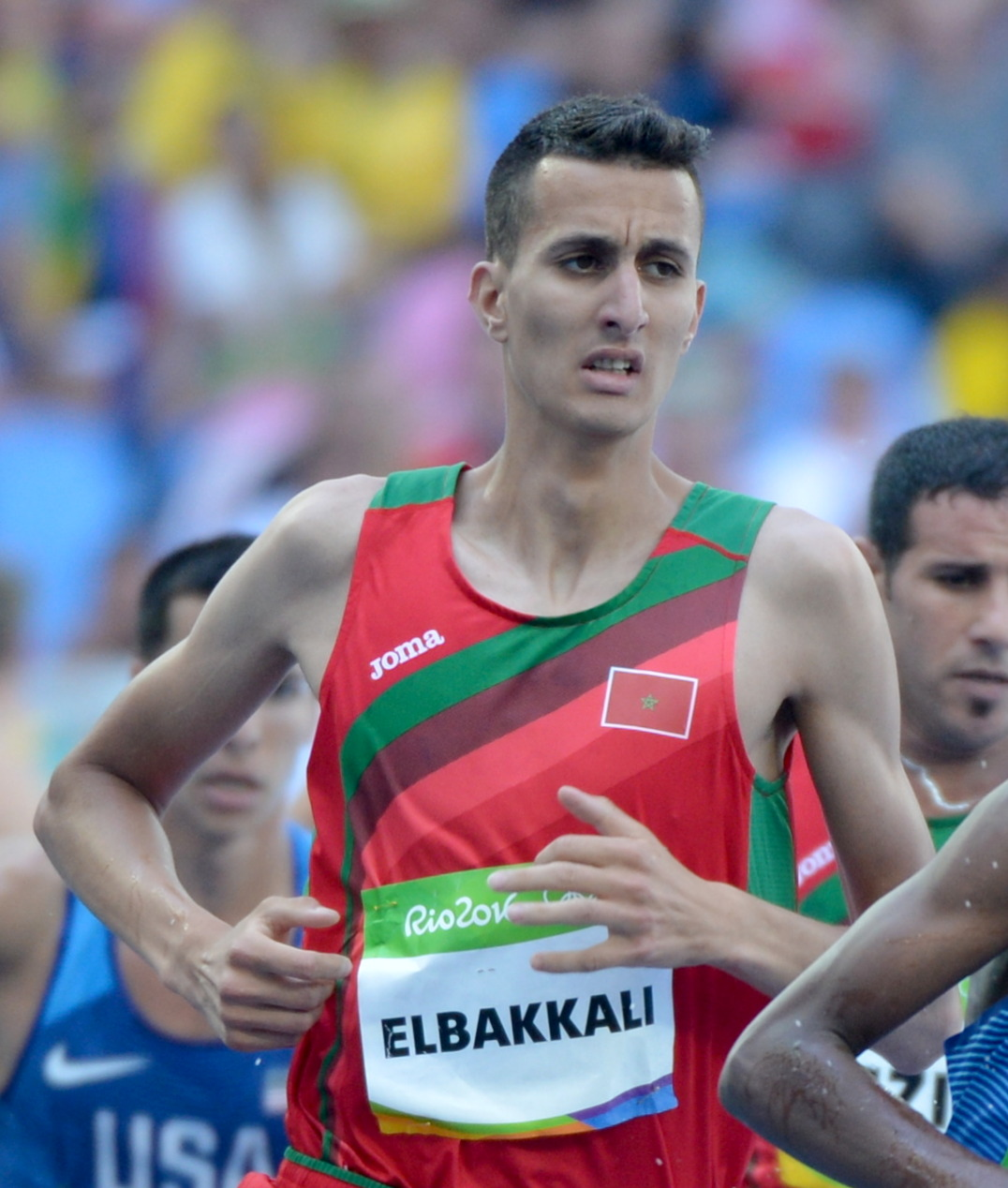
Bronzemedaillengewinner Soufiane el-Bakkali
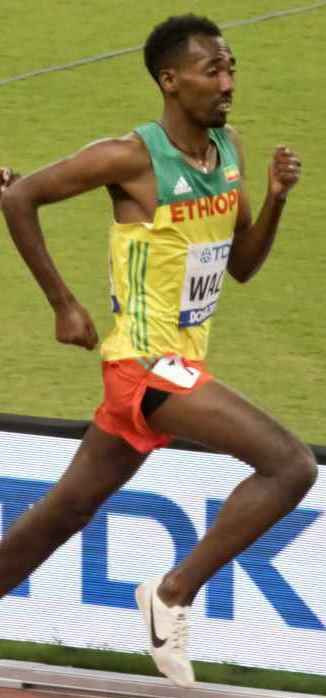
Getnet Wale kam auf den vierten Platz
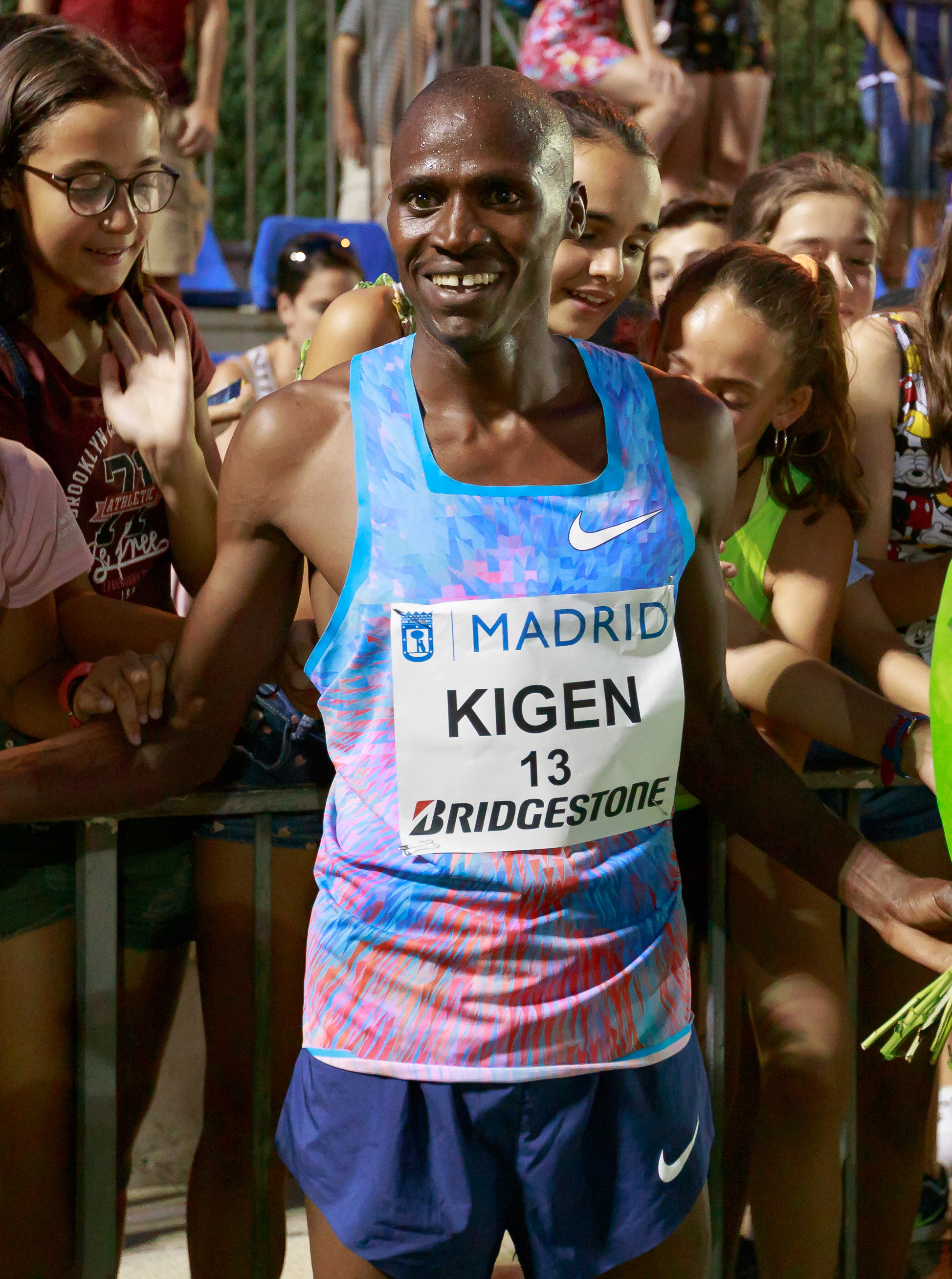
Benjamin Kigen – Rang sechs

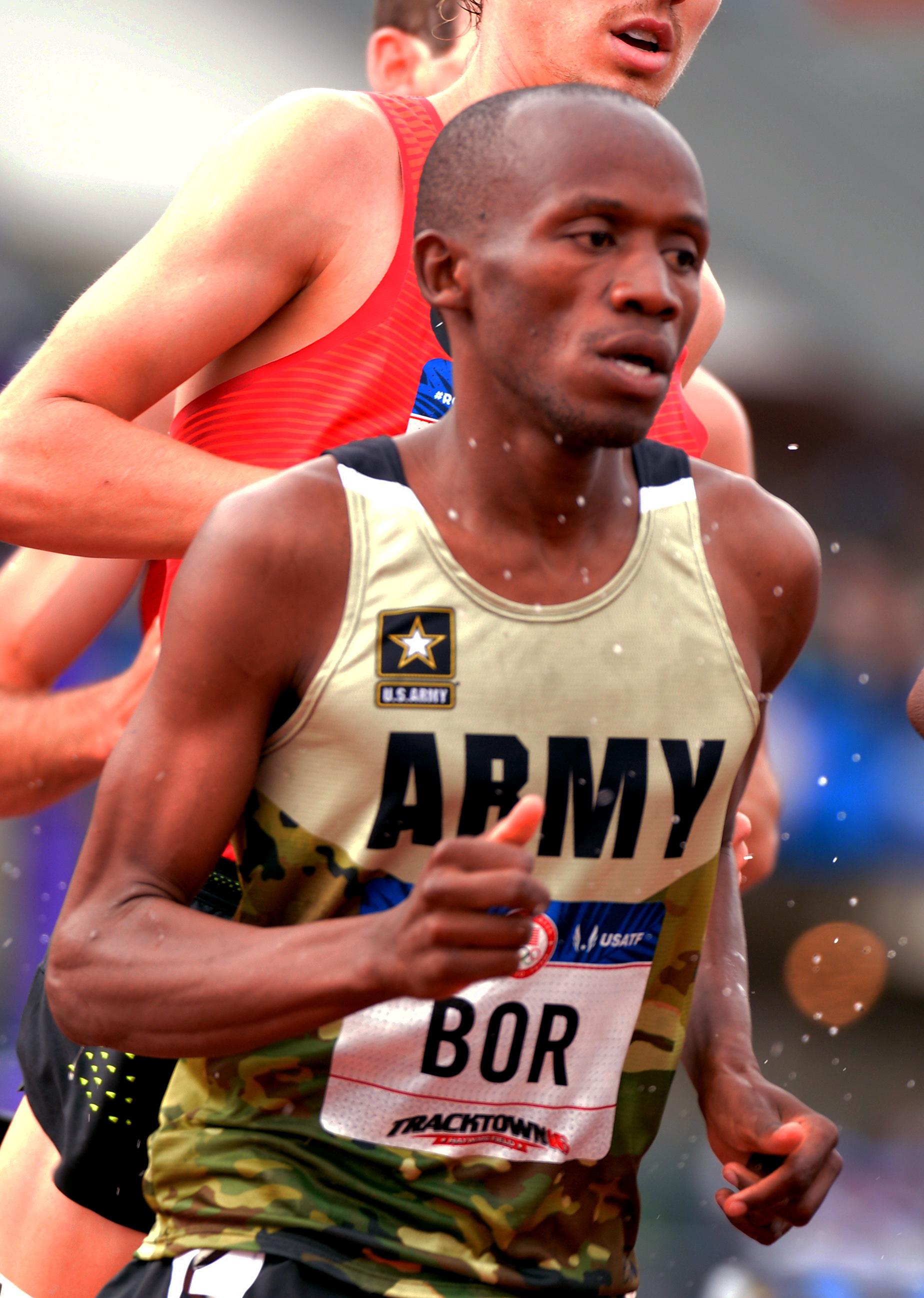
Hillary Bor erreichte Platz acht
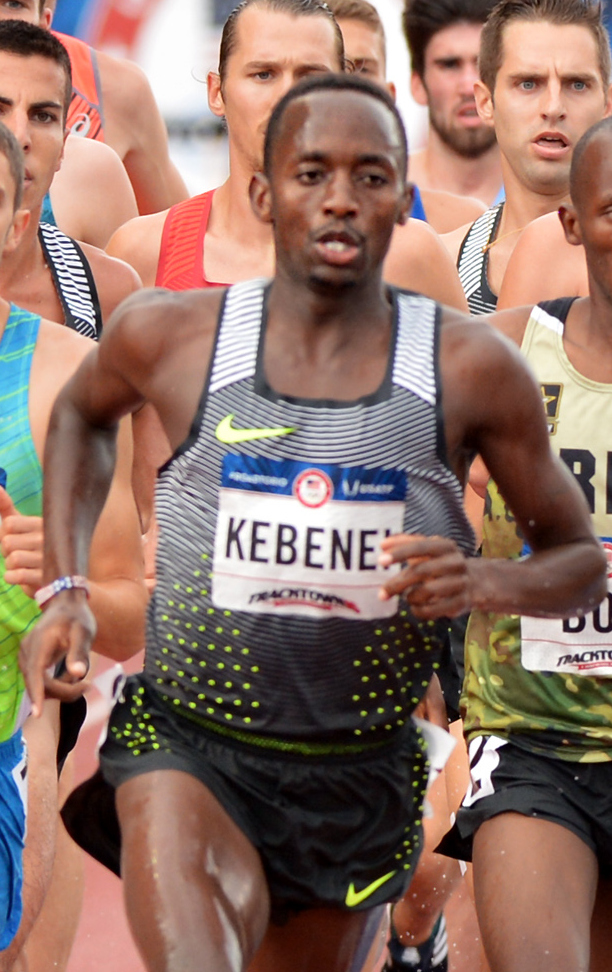
Der zehntplatzierte Stanley Kebenei
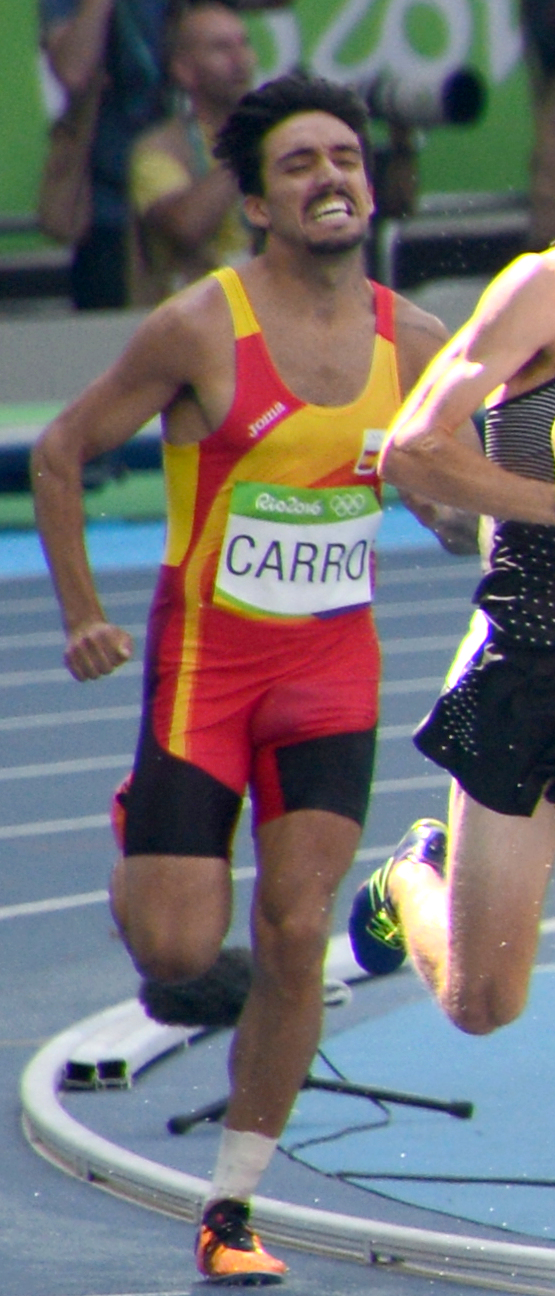
Fernando Carro wurde Elfter
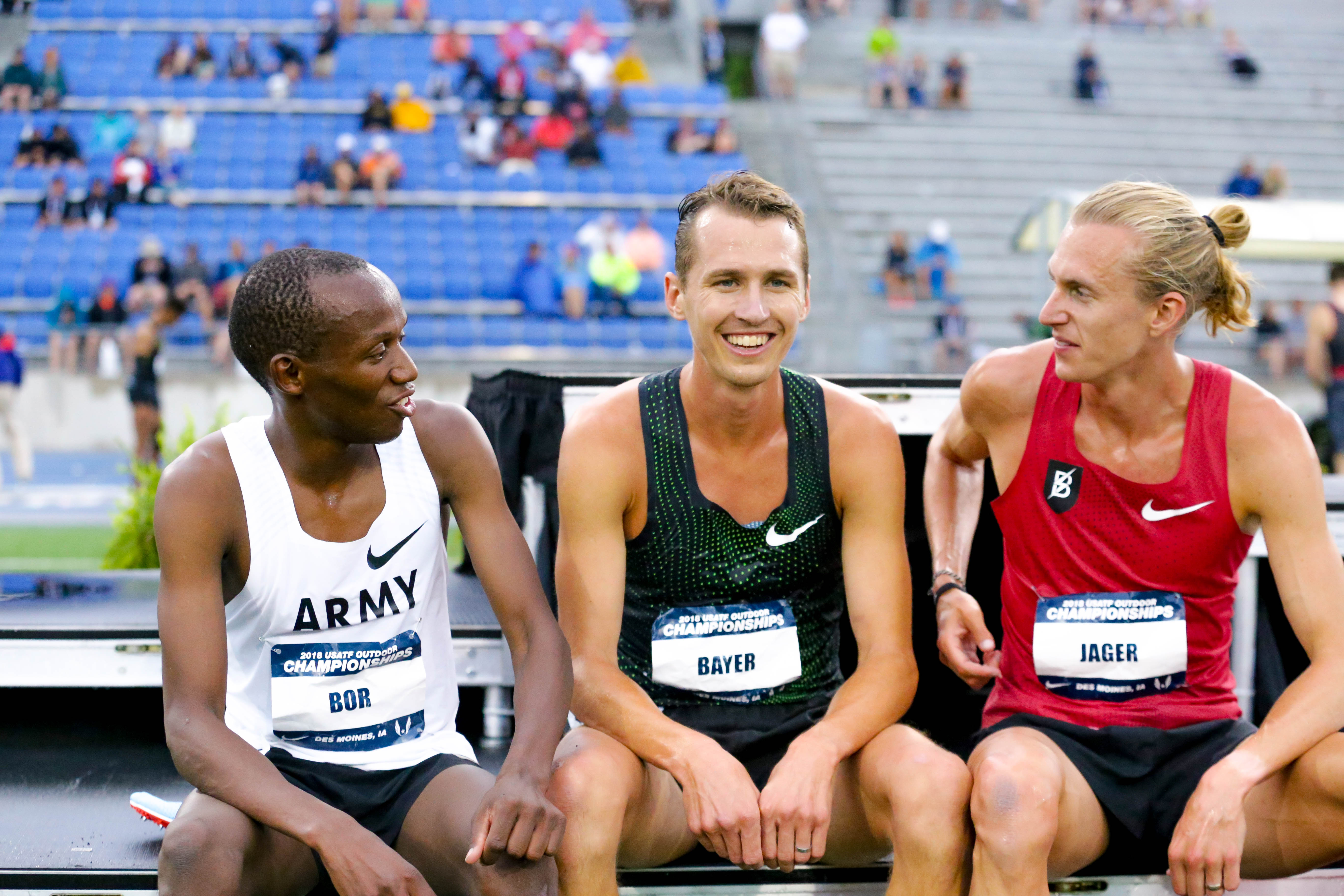
Andrew Bayer (Mitte) belegte Rang zwölf
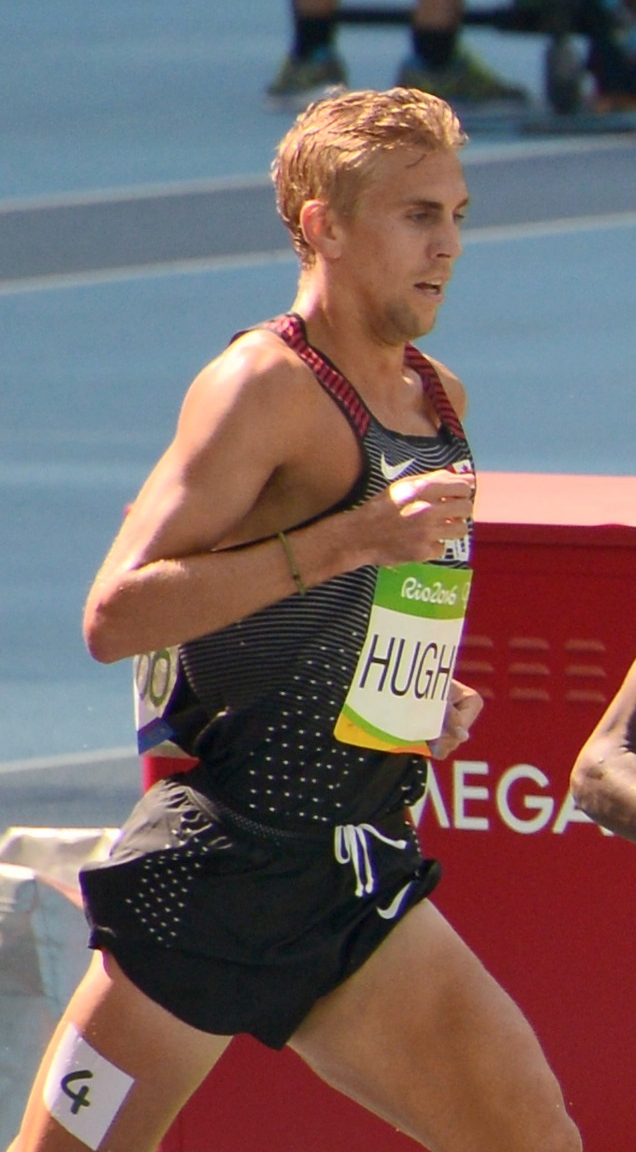
Platz vierzehn für Matthew Hughes
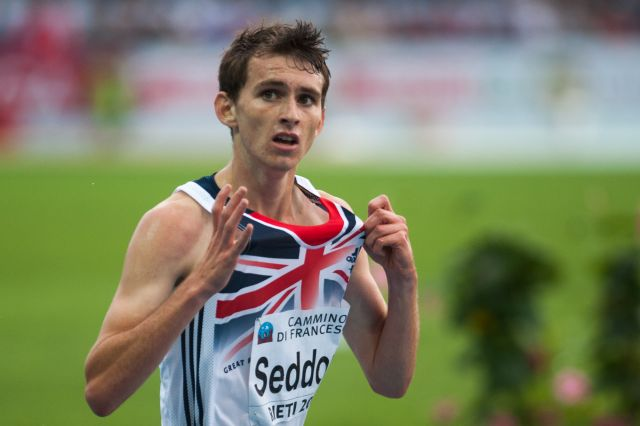
Zak Seddo – Rang fünfzehn
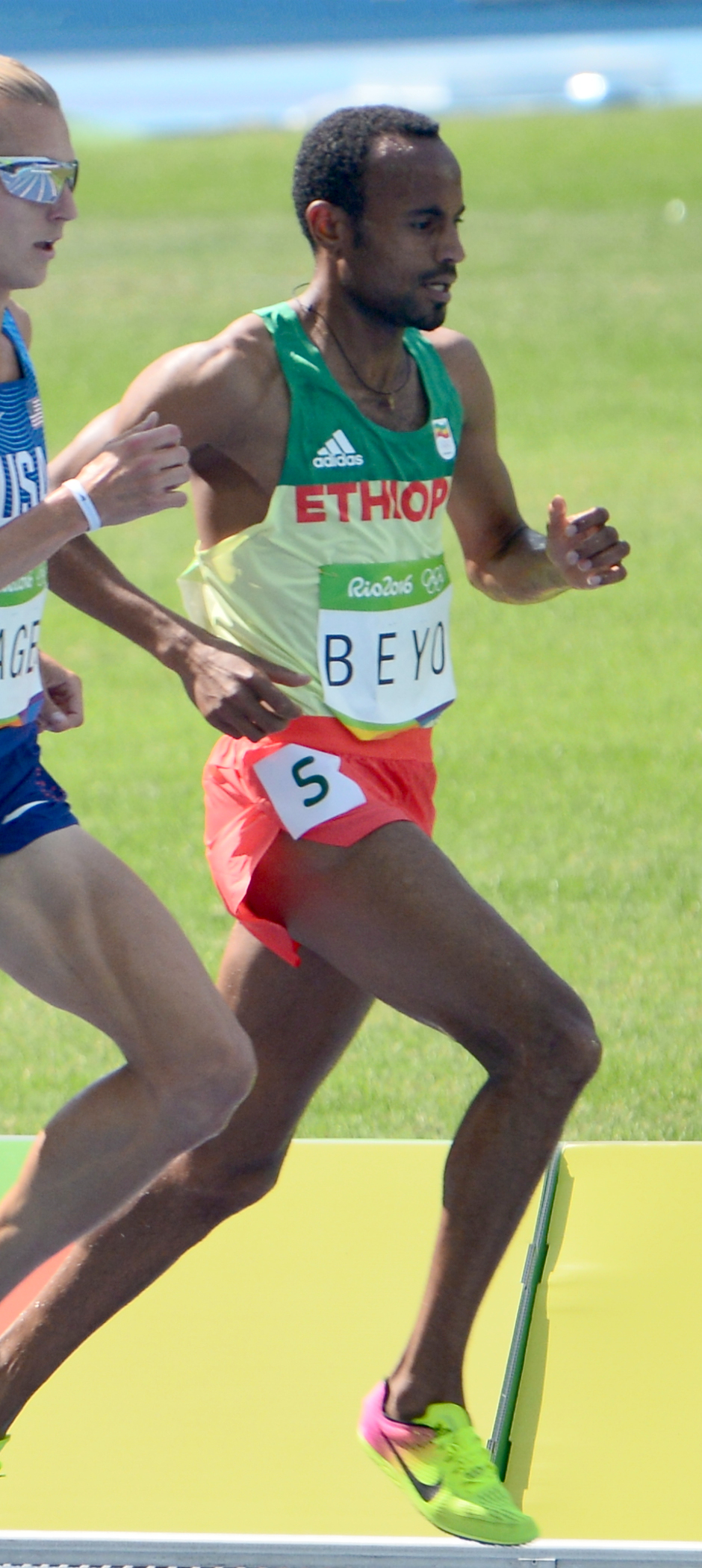
Chala Beyo – Rennen nicht beendet

## Video
- Men's 3000m Steeplechase Final | World Athletics Championships Doha 2019, youtube.com, abgerufen am 15. März 2021